# Araeodontia peninsularis
Araeodontia peninsularis là một loài bọ cánh cứng trong họ Cleridae. Loài này được Schaeffer miêu tả khoa học đầu tiên năm 1904.